# Wilhelm Keller (Philosoph)
Wilhelm Keller (* 19. Oktober 1909 in Toffen; † 28. Februar 1987 in Rapperswil) war ein Schweizer Philosoph.

## Leben
Wilhelm Keller studierte Philosophie und Psychologie in Bern und München. Er promovierte 1935 in Bern und habilitierte sich 1944 ebenfalls in Bern. 1947 wurde er Professor für systematische Philosophie und Psychologie an der Universität Zürich. Die Emeritierung erfolgte 1974.
Keller legte einen systematischen Entwurf der philosophischen Anthropologie vor, der auf die Versöhnung von Geist und Natur abzielte, und beschäftigte sich mit psychologischen Fragestellungen, wie der Willensfreiheit. Vorrangig arbeitete an einem theoretischen Humanismus, vorgelegt 1943 zunächst als Entwurf einer philosophischen Anthropologie in „Vom Wesen des Menschen“. U. a. leitete er in Zürich ab 1956 als Direktor den Aufbau des Psychologischen Instituts und entwickelte das neue Hauptfach Psychologie. Von 1966 bis 1968 war er Dekan der Philosophischen Fakultät I. Außeruniversitär engagierte er sich intensiv dem Aufbau und der Leitung des Instituts für Psychohygiene im Kindesalter, war Präsident der Stiftung Nietzsche-Haus und im Vorstand der Schweizerischen Philosophischen Gesellschaft.

## Schriften
- Der Sinnbegriff als Kategorie der Geisteswissenschaften. München 1937, OCLC 831636734.
- Vom Wesen des Menschen. Basel 1943, OCLC 251179923.
- Gegenwartsaufgaben der Philosophie. Bern 1945, OCLC 884217897.
- Psychologie und Philosophie des Wollens. München 1954, OCLC 611672830.
- Das Selbstwertstreben. Wesen, Formen und Schicksale. München 1963, OCLC 844971812.
- Das Problem der Willensfreiheit. München 1965, OCLC 3471046.
- Einführung in die philosophische Anthropologie. München 1971, ISBN 3-7720-0270-6.
- Dasein und Freiheit. Abhandlungen und Vorträge zur philosophischen Anthropologie und Psychologie. München 1974, ISBN 3-7720-1137-3.
  - Helmut Holzhey: Bibliographie Wilhelm Keller. archive.org